# هربرت هاپتمن
هربرت هاپتمن (به انگلیسی: Herbert Aaron Hauptman) (زاده ۱۴ فوریه ۱۹۱۷ - درگذشته ۲۳ اکتبر ۲۰۱۱) ریاضیدان آمریکایی و برنده جایزه نوبل است. وی در سال ۱۹۸۵ «برای دستاوردهای برجسته خود در توسعه روش‌های مستقیم برای تعیین ساختارهای بلوری» موفق به دریافت جایزه نوبل شیمی شد. او پیشگام بود و یک روش ریاضی را توسعه داد که کل حوزه شیمی را تغییر داد و عصر جدیدی را در تحقیقات در تعیین ساختارهای مولکولی مواد متبلور گشود. امروزه روش های مستقیم هاوپتمن، که او به بهبود و اصلاح آنها ادامه داد، به طور معمول برای حل ساختارهای پیچیده استفاده می شود. استفاده از این روش ریاضی برای طیف گسترده ای از ساختارهای شیمیایی بود که باعث شد آکادمی سلطنتی علوم سوئد هاوپتمن و جروم کارل را به عنوان دریافت کنندگان جایزه نوبل شیمی در سال 1985 معرفی کند.